# Ciencia política

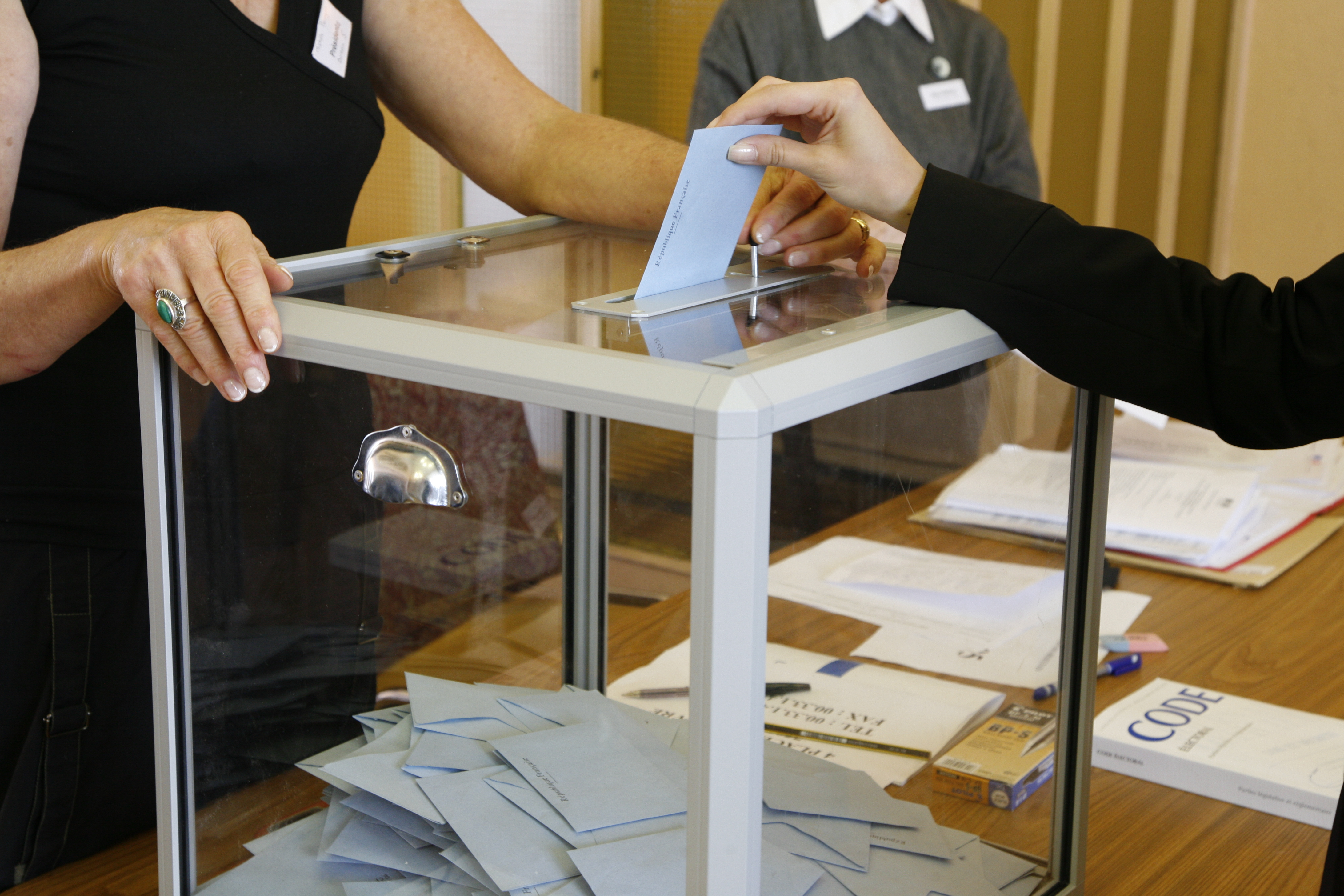
Mujer votando en las elecciones presidenciales francesas de 2007.

La ciencia política o politología es la ciencia social que estudia la teoría y práctica de la política, los sistemas y los comportamientos políticos en la sociedad. Su objetivo es establecer, a partir de la observación de hechos de la realidad política, explicaciones lo más certeras posibles acerca de su funcionamiento. Interactúa con otras ciencias sociales y emplea una multiplicidad de herramientas metodológicas propias de ellas. Entre los diferentes acercamientos posibles a la disciplina están el institucionalismo y la teoría de la elección racional. Históricamente, ha tenido su origen en la filosofía política, pero es imprescindible distinguirla de ella.[cita requerida]

## Definiciones
Para entender qué es la Ciencia Política es necesario responder la pregunta planteada por Floro H. Gómez-Pineda o por Miquel Caminal: «¿es posible un conocimiento científico de la realidad política?». Al respecto, se han dado diversas respuestas:
Norberto Bobbio propone dos acepciones, una en sentido «amplio» (las ciencias políticas), y otra en sentido «estricto» (la ciencia política). La primera abarca todos los estudios relacionados con la política desde la Antigüedad hasta nuestros días, incluidos todos los filósofos y teóricos que han pensado, escrito y analizado la política. En sentido estricto, la ciencia política contemporánea nació a partir de la corriente conductista que trata de observar los comportamientos de los actores políticos y de los ciudadanos conforme a premisas estrictamente científicas. Esta última acepción hace referencia a lo que se denomina generalmente «ciencia política positiva», para distinguirla de la filosofía política o teoría política normativa; la otra parte de estudio de la disciplina tiene como objeto propio al poder que se ejerce en un colectivo humano. La politología se encarga de analizar las relaciones de poder que se encuentran inmersas en un conjunto social, sean cuales sean sus dimensiones (locales, nacionales o a nivel mundial).[cita requerida]
El poder, como capacidad de un  actor social de influir sobre otros, se encuentra presente en todas las interacciones humanas, siempre que existan al menos dos actores que se interrelacionen. El ejercicio del poder se hace presente en diferentes manifestaciones humanas como en la guerra, la paz, la negociación, el consenso, el disenso, la autoridad, la dominación, la obediencia, la justicia, el orden, el cambio, la revolución, la participación política y cualquier otra situación donde exista un encuentro posible o real entre dos actores sociales, con intenciones manifiestas o latentes, de enfrentar sus intereses a los de otros.[cita requerida]
Hay un debate entre los politólogos sobre el objeto de estudio de la ciencia política, y se considera que la categoría teórica «sistema político» es objeto de la disciplina. Esta categoría cumple con requisitos tales como tener una naturaleza, tener referentes empíricos (ya que esto hace que la disciplina se diferencie de la filosofía política), es exhaustiva e incluyente, es decir, debe incluir a todas las materias que pertenecen al campo de estudio de la ciencia política y, a su vez, no debe quedar ninguna materia vinculada con la actividad política fuera de su campo y, finalmente, este objeto de estudio tiene una gran aceptación mayoritaria por parte de la comunidad politológica.[cita requerida]
En segunda instancia está la mirada desde el sistema político, concepto relativamente moderno, que se define como un conjunto de interacciones que se dan entre sus unidades o partes que lo componen, y estas interacciones cambiarán o mantendrán el orden de dicho sistema. Esta categoría fue acuñada por el politólogo David Easton, quien considera la vida política como un sistema de conducta o comportamiento. El comportamiento es, aquí, la manera de proceder del individuo en relación con su entorno. La vida política tiene entonces una manera de interactuar con el entorno; en este caso, serían los ministerios, el poder ejecutivo, el poder legislativo, el poder judicial, el sistema de partidos políticos, la sociedad, el Estado, los órganos autónomos, etcétera. De esas interacciones o proceder se derivan resultados que pueden mantener o cambiar el orden en el que se encontraba la vida política.
Una tercera aproximación a la idea ciencia política y cómo aproximarse a entenderla la ofrece el antropólogo ecuatoriano Daniel Xavier Calva Nagua (2020): «La ciencia política es una ciencia social y del comportamiento que se centra en el estudio científico de los gobiernos que controlan el aparato estatal, los actores sociales y sus acciones con las instituciones establecidas en cada sociedad, el análisis a profundidad del ejercicio y búsqueda del poder por parte de los habitantes de cada grupo humano» (p. 11).
Floro H. Gómez-Pineda afirma que la ciencia política «tiene por objeto averiguar de manera sistemática, objetiva y rigurosa por la organización, consolidación, distribución, ejercicio y conservación del poder dentro de los diversos conglomerados humanos, como  resultado de distintos criterios, análisis, reflexiones, contribuciones e investigaciones —especialmente en Occidente— a lo largo de dos milenios y medio».
Finalmente, Miquel Caminal la ha definido como «la ciencia social cuyo objeto de estudio se sitúa en la polity (la estructura política: el sistema político, las instituciones políticas), la politics (el proceso político: los actores políticos, el comportamiento político) y la policy (el resultado político: las políticas públicas, la gestión pública)».

## Antecedentes
En la India Antigua pueden encontrarse textos que reflexionan sobre la política desde el épico-mitológico Rig-veda (fines del II milenio a. C.) y el Canon Pali budista (c. siglo VI a. C.). Chanakia Pandit, es considerado como uno de los primeros pensadores políticos y economistas; y de hecho se le denomina como el «Maquiavelo hindú». Sobre la base de sus enseñanzas se escribió el Artha-shastra (siglo II a IV d. C.).

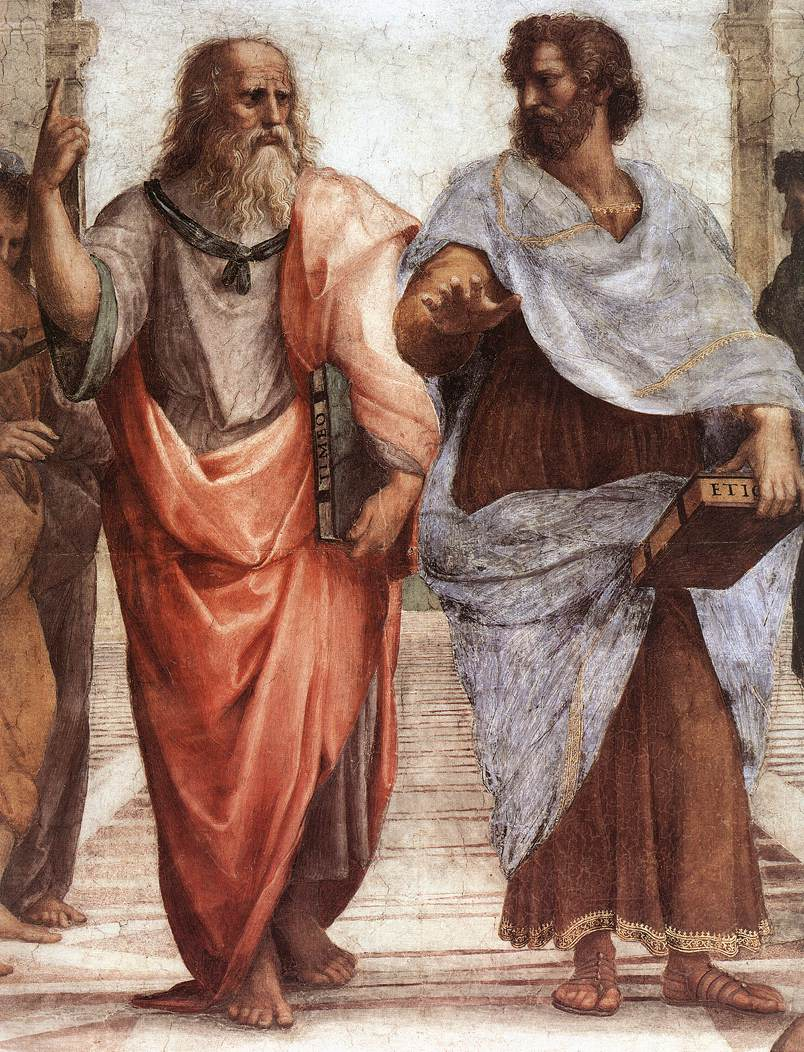
Platón (izquierda) y Aristóteles (derecha), de un detalle de La escuela de Atenas, un fresco de Rafael. La República de Platón y la Política de Aristóteles los sitúan entre los filósofos políticos más influyentes.

Los antecedentes de la ciencia política occidental se pueden rastrear mucho tiempo antes de Platón y Aristóteles, particularmente en las obras de Homero, Hesíodo, Tucídides, Jenofonte o Eurípides. Platón analizó distintos sistemas políticos en estudios más orientados hacia la literatura y la historia, aplicando un método de acercamiento próximo al de la filosofía. Aristóteles fundamentó el análisis de Platón incluyendo evidencias históricas empíricas.
Historiadores como Polibio, Tito Livio y Plutarco documentaron el ascenso de Roma y la organización e historia de otras naciones; mientras estadistas como Julio César o Cicerón proveían con ejemplos de las políticas y guerras de Roma como república y después como imperio. El estudio de la política se orientaba hacia el entendimiento histórico, y la descripción y comprensión de diferentes formas de gobierno.

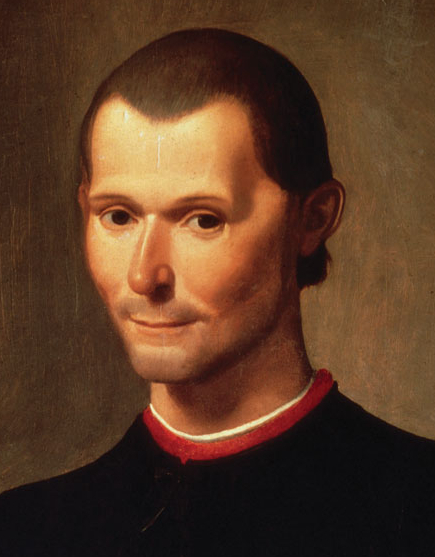
Maquiavelo, uno de los principales antecedentes de la ciencia política.

En la Edad Media se proporcionaron certezas dogmáticas para las relaciones entre la Iglesia y el Estado, que no obstante fueron objeto de durísimas controversias entre los poderes universales (papa y emperador) durante todo el periodo. En el mundo islámico, autores como Avicena y Averroes, y el hebreo Maimónides, continuaron la tradición analítica y empírica del aristotelismo; mientras que Ibn Jaldún anticipó varios conceptos de las modernas ciencias sociales.
Durante el Renacimiento italiano, fue Nicolás Maquiavelo quien hizo observación empírica directa de los actores e instituciones políticas. Se considera a Maquiavelo como uno de los teóricos políticos más notables del Renacimiento, pues con su reflexión se abre camino a la modernidad. Tradicionalmente, se ha encontrado una aporía en el pensamiento de Maquiavelo como consecuencia de la difícil conciliación de sus dos obras principales, los Discursos sobre la primera década de Tito Livio y El príncipe. Maquiavelo fue, además, un auténtico precursor del trabajo de los analistas políticos y columnistas de nuestros días: «Todos estos príncipes nuestros tienen un propósito, y puesto que nos es imposible conocer sus secretos, nos vemos obligados en parte a inferirlo de las palabras y los actos que cumplen, y en parte a imaginarlo». (Carta a Francesco Vettori, julio de 1513).

## Historia
Algunos autores sitúan el nacimiento de la ciencia política en el siglo XV con Nicolás Maquiavelo (separación de la moral y de la política), pero como ha señalado el politólogo español Miquel Caminal, «Maquiavelo podría ser considerado como fundador de la política como área autónoma del conocimiento social pero sería incorrecto ir más allá. Su "descubrimiento" de la política no supone, al mismo tiempo, el nacimiento de la ciencia política».
Según Caminal, el nacimiento de la ciencia política está ligado a la progresiva transformación del Estado liberal en un Estado democrático. «Cuando la política ya no es actividad exclusiva de unos pocos, cuando se generaliza y se hace anónima en decisiones transcendentales como la elección de los gobernantes, surge la necesidad de estudiarla de una manera distinta: haciendo uso como en la sociología y la economía, del método empírico y las técnicas estadísticas». No es casualidad, pues, que el propio término de «ciencia política» no empiece a utilizarse hasta el último tercio del siglo XIX. Uno de los primeros en hacerlo, según Caminal, habría sido el francés Emile Boutmy que en 1872 funda la École libre des Sciences Politiques, aunque su primer desarrollo se produce en Estados Unidos. El término fue utilizado en 1880 por Herbert Baxter Adams, profesor de historia de la Universidad Johns Hopkins, aunque hay autores que afirman que el término «Ciencia Política» fue propuesto por Paul Janet, quien lo utiliza por primera vez en su obra Historia de la Ciencia Política y sus relaciones con la Moral escrita a mediados del siglo XIX.
Entre 1870 y 1950 la ciencia política fue delimitando su objeto de estudio. «Sin embargo, la ciencia política no tiene una gran obra fundacional o una personalidad destacada de cuyos escritos se pueda inferior su fundación [como La riqueza de las naciones de Adam Smith para la economía]. Es más, los últimos analistas globales de la sociedad como Tocqueville, Marx, Pareto, Mosca o Weber, dedican al análisis político una parte importante de su obra».

### Ciencia política como disciplina universitaria
Entre los principales escritores contemporáneos que contribuyeron al desarrollo y consolidación de la ciencia política como disciplina autónoma podemos citar entre los más relevantes a Carl Schmitt, Norberto Bobbio, Leo Strauss, Robert A. Dahl, Gabriel A. Almond, Maurice Duverger, Hannah Arendt, David Easton, Harold D. Lasswell, Samuel P. Huntington, Juan J. Linz, Arend Lijphart, Sydney Verba, Stein Rokkan, Dieter Nohlen, Gianfranco Pasquino, Giovanni Sartori o Guillermo O'Donnell, entre otros.
La llegada de la ciencia política como una disciplina universitaria en Estados Unidos es evidente por el nombramiento de facultades y de directores de facultades llevando el título de ciencia política, poco tiempo después de la guerra civil. En 1857, Francis Lieber fue nombrado como el primer Profesor de Historia y Ciencia Política en la Universidad Columbia. En 1880, Columbia formó la primera Escuela de Ciencia Política. La disciplina estableció la Asociación Americana de Ciencia Política en 1903. La integración de estudios políticos del pasado en una disciplina unificada es un proyecto en curso, y la historia de la ciencia política ha proporcionado un campo rico para el crecimiento de ambas ciencias políticas (normativa y positiva), con cada parte de la disciplina compartiendo algunos predecesores históricos.
En las décadas de 1950 y 1960, una revolución de conducta haciendo énfasis en el estudio científico y riguroso del comportamiento individual y grupal barrió la disciplina. Al mismo tiempo de que la ciencia política avanzaba hacia una mayor profundidad de análisis y más sofisticación, también avanzaba hacia una relación de trabajo más cercana con otras disciplinas, especialmente con sociología, economía, historia, antropología, psicología y estadística. De manera creciente, estudiantes de conducta política han usado el método científico para crear una disciplina intelectual basada en el postulado de hipótesis seguidas por la verificación empírica y la inferencia de tendencias políticas, y generalizaciones que explican acciones políticas individuales y de grupo. A través de la generación pasada, la disciplina puso un énfasis creciente en la relevancia o el uso de nuevos enfoques y metodologías para resolver problemas políticos y sociales.
En 2000, el auto-llamado Movimiento Perestroika fue introducido como una reacción en contra de los partidarios del movimiento llamado la matematización de la ciencia política. Los perestroikanos se pronuncian por una pluralidad de metodologías y enfoques en ciencia política y por una mayor relevancia de la disciplina para aquellos afuera de ella.

## Difusión
Según el politólogo austriaco Arno Tausch los datos de la OCLC World Cat sobre la publicación global de los últimos 5 años en el campo de la ciencia política muestran que sigue habiendo un dominio del idioma inglés en la ciencia política. Con la palabra clave «Political Science», se habían registrado nada menos que 505 365 nuevos títulos en todos los idiomas en el período de 2016 a 2021, pero el 69 % se publicaron en inglés, el 4,2 % en alemán, el 1,8 % en sueco y francés, el 1,7 % en árabe y el 1,3 % en español.
Según el estudio de Tausch, sólo un pequeño grupo superior del 4,1 % de las publicaciones en inglés llegó a > 500 bibliotecas en los últimos 5 años y un grupo igualmente respetable del 17,5 % de la producción de libros de ciencia política llegó a 50 - 499 bibliotecas.
Igualmente sorprendentes son los datos disponibles sobre la concentración aún existente de la producción de conocimiento. Países con sólo el 5,4 % de la población mundial acogen la publicación del 70,1 % de las revistas de ciencia política de nuestro mundo indexadas en Scopus. Las bibliotecas de los países BRICS, Brasil, Rusia, India y China, con más del 40 % de la población mundial, sólo tienen acceso a una ínfima fracción de menos del 1 % cada una de las 474 974 obras en OCLC Worldcat con la palabra «ciencia política» en el título.
De las 16 705 publicaciones seriadas con la palabra clave «ciencia política», nada menos que 11 254 aparecieron en inglés, mientras que 772 revistas aparecieron en alemán, 711 en francés y 471 en chino. Según el mencionado estudio, el análisis de la distribución geográfica de los fondos de las bibliotecas de todo el mundo de la American Political Science Review, la revista oficial de la asociación profesional de ciencia política más prestigiosa del mundo, reveló además detalles realmente impactantes sobre lo que Tausch denominó la limitada difusión global y la escasa visibilidad del conocimiento de la ciencia política en la actualidad. La revista está actualmente disponible en 1797 bibliotecas de todo el mundo, pero de esos ejemplares, sólo 16 bibliotecas de América Latina, 7 bibliotecas del África subsahariana, 6 bibliotecas de Asia interior (< 3600 km de Ulán Bator, Mongolia y 7 bibliotecas de Asia meridional están suscritas a la revista. Los sistemas bibliotecarios encuestados en Albania, Argelia, Bahamas, Bután, Bulgaria, Colombia, Costa Rica, Cuba, Chipre, Estonia, Georgia, Grecia, Irán, Kazajistán, Kosovo, Lituania, Malta, México, Moldavia, Montenegro, Namibia, Macedonia del Norte, Omán, Panamá, Perú, Rumanía, República Eslovaca, Túnez, Ucrania, Uruguay, Vaticano y Venezuela tenían menos de 100 títulos en inglés sobre «ciencia política» cada uno.

## Áreas de investigación
Las principales áreas de investigación y análisis de la ciencia política son:
- El poder político y las características de su obtención y su ejercicio.
- La autoridad y su legitimidad.
- El Estado.
- La administración pública
- Las políticas públicas.
- El comportamiento político.
- La opinión pública y la comunicación política.
- Las relaciones internacionales.
- Los sistemas electorales
- Los sistemas de partidos políticos

## Enfoques
Algunos de los principales enfoques conceptuales en la ciencia política son:
- Conductismo
- Teoría de la elección racional
- Estructuralismo
- Feminismo
- Funcionalismo
- Institucionalismo
- Marxismo
- Neoinstitucionalismo
- Teoría de juegos
- Teoría sistémica
- Estructural-Funcionalismo
- Teoría normativa
- Neoliberalismo

Los principales paradigmas teóricos en discusión dentro de la ciencia política son:
- Elitismo
- Marxismo
- Pluralismo

## Métodos
Los métodos empleados por la ciencia política son principalmente los de las ciencias sociales. Giovanni Sartori distingue cuatro métodos, en orden decreciente de fuerza de control:
1. Método experimental
2. Método cuantitativo
3. Método comparado
4. Método histórico

Por su parte, Arend Lijphart presenta los primeros tres de la lista anterior y adiciona un quinto método: análisis de caso.

## Relación con otras ciencias
La ciencia política, como todo estudio científico, se relaciona con distintas ciencias y en ocasiones hasta se mezcla con otras, apareciendo en el mejor de los casos como una parcela superpuesta. En los estudios actuales se halla una gama variada de ciencias conectadas con la Politología, debido a la politización que sufren los distintos aspectos de la vida humana, es decir las sociedades, al ser alcanzados por el Estado, institución preponderante que exhibe el poder, y en la ausencia de este, una vinculación directa con el poder. Las ciencias que hoy están relacionadas con cuestiones políticas y sus resultantes de los estudios en el tema son:
- Administración: Administración Pública.

- Antropología: antropología política.

- Economía: economía política (estudios económicos basados en el poder) y política económica (aplicación concreta de la economía en el poder).

- Geografía: geografía política y geopolítica.

- Historia: historia política.

- Psicología: psicología política (especialización de psicología Social).

- Sociología: sociología política.

- Teología: se estudia la teocracia y sus sistemas políticos influenciados por cuestiones religiosas en algún aspecto.

- Ciencias formales: estadística (aplicada al Estado y temas referentes al poder) las matemáticas complementan y ayudan a la estadística y la economía.

- Ciencias jurídicas: derecho político, derecho constitucional, derecho administrativo, derecho fiscal, derecho municipal, y derecho internacional.

- Ciencias de la comunicación: Periodismo político, y desde la ciencia política el enfoque culturalista, que analiza temas concernientes a la cultura y comunicación. Relaciones públicas (lobby y campañas políticas)

## Aplicaciones profesionales
- Análisis DAFO (debilidades, amenazas, fortalezas y oportunidades)

- Publicidad política.

- Investigación y docencia.

- Seguridad internacional y defensa.

- Periodismo político.

- Recursos humanos.

- Asesoramiento administrativo y de gestión pública.

- Gestor administrativo

- Relaciones internacionales.

- Investigaciones sociopolíticas

- Administración pública

- Relaciones institucionales

- Relaciones de la administración con derecho político
- Marketing político

## Celebración del día de los politólogos
- 22 de junio en Colombia.
- 29 de septiembre en Chile.
- 29 de noviembre en Argentina.